# Jonas Björkman
Jonas Björkman (* 23. März 1972 in Växjö) ist ein ehemaliger schwedischer Tennisspieler.

## Karriere
In seiner Karriere gewann er sechs Einzeltitel. 1997 wurde er als Nummer 4 der Einzelweltrangliste geführt. Seine größten Erfolge bei Grand-Slam-Turnieren in der Einzelkonkurrenz waren seine Halbfinalteilnahmen 1997 bei den US Open, in dem er Greg Rusedski unterlag (1:6, 6:3, 6:3, 3:6, 5:7), sowie 2006 bei den All England Championships in Wimbledon, als er mit 2:6, 0:6, 2:6 deutlich an Roger Federer scheiterte. Erfolgreicher war Björkman im Doppel; er gewann insgesamt 54 Titel, davon neun bei Grand-Slam-Turnieren. Mit dem Gewinn der French Open im Jahr 2005 komplettierte er seinen Karriere-Grand-Slam; zuvor hatte er im Doppel bereits in Wimbledon, bei den US Open und bei den Australian Open gewonnen. Zweimal gewann er zudem den Tennis Masters Cup.
Zwischen 1994 und 2008 bestritt er 36 Begegnungen für die schwedische Davis-Cup-Mannschaft. Sowohl seine Einzelbilanz mit 18:11 Siegen als auch seine Bilanz im Doppel mit 21:14 Siegen ist positiv. In den Jahren 1994, 1997 und 1998 gewann er mit der schwedischen Mannschaft den Davis Cup, 1996 stand er mit dem Team ein weiteres Mal im Finale.
2015 betreute Björkman vier Monate lang den schottischen Tennisprofi Andy Murray als Assistenztrainer, da dessen eigentliche Trainerin Amélie Mauresmo im Sommer ihr erstes Kind bekam.

## Erfolge
| Legende (Anzahl der Siege)                                |
| Grand Slam (9)                                            |
| Tennis Masters Cup (2)                                    |
| ATP Masters Series (15)                                   |
| ATP Championship Series ATP International Series Gold (3) |
| ATP World Series ATP International Series (31)            |
| ATP Challenger Tour (10)                                  |

| Titel nach Belag |
| Hartplatz (30)   |
| Sand (15)        |
| Rasen (8)        |
| Teppich (7)      |

### Einzel

#### Turniersiege

##### ATP Tour
| Nr. | Datum              | Turnier           | Belag         | Finalgegner     | Ergebnis            |
| --- | ------------------ | ----------------- | ------------- | --------------- | ------------------- |
| 1.  | 5. Januar 1997     | Auckland          | Hartplatz     | Kenneth Carlsen | 7:67, 6:0           |
| 2.  | 11. August 1997    | Indianapolis      | Hartplatz     | Carlos Moyá     | 6:3, 7:63           |
| 3.  | 3. November 1997   | Stockholm         | Hartplatz (i) | Jan Siemerink   | 3:6, 7:65, 6:2, 6:4 |
| 4.  | 15. Juni 1998      | Nottingham (1)    | Rasen         | Byron Black     | 6:3, 6:2            |
| 5.  | 17. Juni 2002      | Nottingham (2)    | Rasen         | Wayne Arthurs   | 6:2, 6:7, 6:2       |
| 6.  | 26. September 2005 | Ho-Chi-Minh-Stadt | Teppich (i)   | Radek Štěpánek  | 6:3, 7:64           |

##### Challenger Tour
| Nr. | Datum            | Turnier | Belag     | Finalgegner    | Ergebnis      |
| --- | ---------------- | ------- | --------- | -------------- | ------------- |
| 1.  | 21. März 1993    | Bergamo | Teppich   | Paolo Canè     | 7:5, 6:2      |
| 2.  | 25. April 1993   | Nagoya  | Hartplatz | Patrick Rafter | 7:6, 7:6      |
| 3.  | 7. November 1993 | Aachen  | Teppich   | Jan Apell      | 6:3, 3:6, 7:5 |

#### Finalteilnahmen
| Nr. | Datum            | Turnier       | Belag         | Finalgegner       | Ergebnis           |
| --- | ---------------- | ------------- | ------------- | ----------------- | ------------------ |
| 1.  | 17. April 1995   | Hongkong      | Hartplatz     | Michael Chang     | 3:6, 1:6           |
| 2.  | 5. Mai 1997      | Coral Springs | Sand          | Jason Stoltenberg | 0:6, 6:2, 5:7      |
| 3.  | 27. Oktober 1997 | Paris         | Teppich (i)   | Pete Sampras      | 3:6, 6:4, 3:6, 1:6 |
| 4.  | 10. Februar 2003 | Marseille     | Hartplatz (i) | Roger Federer     | 2:6, 6:76          |
| 5.  | 19. Juni 2006    | Nottingham    | Rasen         | Richard Gasquet   | 4:6, 3:6           |

### Doppel

#### Turniersiege

##### ATP Tour
| Nr. | Datum             | Turnier             | Belag         | Partner               | Finalgegner                         | Ergebnis                  |
| --- | ----------------- | ------------------- | ------------- | --------------------- | ----------------------------------- | ------------------------- |
| 1.  | 17. Januar 1994   | Jakarta             | Hartplatz     | Neil Borwick          | Jorge Lozano Jim Pugh               | 6.4, 6:1                  |
| 2.  | 28. Februar 1994  | Rotterdam (1)       | Teppich (i)   | Jeremy Bates          | Jacco Eltingh Paul Haarhuis         | 6:4, 6:1                  |
| 3.  | 13. Juni 1994     | Queen’s Club        | Rasen         | Jan Apell             | Todd Woodbridge Mark Woodforde      | 3.6, 7:6, 6:4             |
| 4.  | 11. Juli 1994     | Båstad (1)          | Sand          | Jan Apell             | Nicklas Kulti Mikael Tillström      | 6:2, 6:3                  |
| 5.  | 29. August 1994   | Schenectady         | Hartplatz     | Jan Apell             | Jacco Eltingh Paul Haarhuis         | 6:4, 7:6                  |
| 6.  | 14. November 1994 | Antwerpen (1)       | Teppich (i)   | Jan Apell             | Hendrik Jan Davids Sébastien Lareau | 4.6, 6:1, 6:2             |
| 7.  | 28. November 1994 | Jakarta (1)         | Hartplatz (i) | Jan Apell             | Todd Woodbridge Mark Woodforde      | 6:4, 4:6, 4:6, 7:65, 7:66 |
| 8.  | 17. Juli 1995     | Båstad (2)          | Sand          | Jan Apell             | Jon Ireland Andrew Kratzmann        | 6:3, 6:0                  |
| 9.  | 9. Oktober 1995   | Toulouse            | Hartplatz (i) | John-Laffnie de Jager | Dave Randall Greg Van Emburgh       | 7:6, 7:6                  |
| 10. | 16. Oktober 1995  | Ostrava             | Teppich (i)   | Javier Frana          | Guy Forget Patrick Rafter           | 6:7, 6:4, 7:6             |
| 11. | 26. Februar 1996  | Antwerpen (2)       | Teppich (i)   | Nicklas Kulti         | Jewgeni Kafelnikow Menno Oosting    | 6:4, 6:4                  |
| 12. | 15. April 1996    | Neu-Delhi           | Hartplatz     | Nicklas Kulti         | Byron Black Sandon Stolle           | 4:6, 6:4, 6:4             |
| 13. | 5. Mai 1997       | Atlanta             | Sand          | Nicklas Kulti         | Scott Davis Kelly Jones             | 6:2, 7:6                  |
| 14. | 2. Februar 1998   | Australian Open (1) | Hartplatz     | Jacco Eltingh         | Todd Woodbridge Mark Woodforde      | 6:2, 5:7, 2:6, 6:4, 6:3   |
| 15. | 16. März 1998     | Indian Wells        | Hartplatz     | Patrick Rafter        | Todd Martin Richey Reneberg         | 6:4, 7:6                  |
| 16. | 1. Februar 1999   | Australian Open (2) | Hartplatz     | Patrick Rafter        | Mahesh Bhupathi Leander Paes        | 6:3, 4:6, 6:4, 6:710, 6:4 |
| 17. | 14. Juni 1999     | Halle (1)           | Rasen         | Patrick Rafter        | Paul Haarhuis Jared Palmer          | 6:3, 7:5                  |
| 18. | 9. August 1999    | Montreal            | Hartplatz     | Patrick Rafter        | Byron Black Wayne Ferreira          | 7:6, 6:4                  |
| 19. | 16. August 1999   | Cincinnati (1)      | Hartplatz     | Byron Black           | Todd Woodbridge Mark Woodforde      | 6:3, 7:66                 |
| 20. | 1. November 1999  | Stuttgart           | Hartplatz (i) | Byron Black           | David Adams John-Laffnie de Jager   | 6:76, 7:62, 6:0           |
| 21. | 30. Oktober 2000  | Moskau              | Teppich (i)   | David Prinosil        | Jiří Novák David Rikl               | 6:2, 6:3                  |
| 22. | 29. Januar 2001   | Australian Open (3) | Hartplatz     | Todd Woodbridge       | Byron Black David Prinosil          | 6:1, 5:7, 6:4, 6:4        |
| 23. | 26. Februar 2001  | Rotterdam (2)       | Hartplatz (i) | Roger Federer         | Petr Pála Pavel Vízner              | 6:3, 6:0                  |
| 24. | 23. April 2001    | Monte Carlo (1)     | Sand          | Todd Woodbridge       | Joshua Eagle Andrew Florent         | 3:6, 6:4, 6:2             |
| 25. | 21. Mai 2001      | Hamburg (1)         | Sand          | Todd Woodbridge       | Daniel Nestor Sandon Stolle         | 7:62, 3:6, 6:3            |
| 26. | 14. Januar 2002   | Auckland            | Hartplatz     | Todd Woodbridge       | Martín García Cyril Suk             | 7:65, 7:67                |
| 27. | 22. April 2002    | Monte Carlo (2)     | Sand          | Todd Woodbridge       | Paul Haarhuis Jewgeni Kafelnikow    | 6:3, 3:6, [10:7]          |
| 28. | 8. Juli 2002      | Wimbledon (1)       | Rasen         | Todd Woodbridge       | Mark Knowles Daniel Nestor          | 6:1, 6:2, 6:77, 7:5       |
| 29. | 15. Juli 2002     | Båstad (3)          | Sand          | Todd Woodbridge       | Paul Hanley Michael Hill            | 7:66, 6:4                 |
| 30. | 16. Juni 2003     | Halle (2)           | Rasen         | Todd Woodbridge       | Martin Damm Cyril Suk               | 6:3, 6:4                  |
| 31. | 7. Juli 2003      | Wimbledon (2)       | Rasen         | Todd Woodbridge       | Mahesh Bhupathi Maks Mirny          | 3:6, 6:3, 7:64, 6:3       |
| 32. | 8. September 2003 | US Open             | Hartplatz     | Todd Woodbridge       | Bob Bryan Mike Bryan                | 5:7, 6:0, 7:5             |
| 33. | 27. Oktober 2003  | Stockholm (1)       | Hartplatz (i) | Todd Woodbridge       | Wayne Arthurs Paul Hanley           | 6:3, 6:4                  |
| 34. | 19. Januar 2004   | Sydney              | Hartplatz     | Todd Woodbridge       | Bob Bryan Mike Bryan                | 7:63, 7:5                 |
| 35. | 5. Juli 2004      | Wimbledon (3)       | Rasen         | Todd Woodbridge       | Julian Knowle Nenad Zimonjić        | 6:1, 6:4, 4:6, 6:4        |
| 36. | 12. Juli 2004     | Båstad (4)          | Sand          | Mahesh Bhupathi       | Simon Aspelin Todd Perry            | 4:6, 7:62, 7:66           |
| 37. | 8. November 2004  | Paris (1)           | Teppich (i)   | Todd Woodbridge       | Wayne Black Kevin Ullyett           | 6:3, 6:4                  |
| 38. | 4. April 2005     | Miami (1)           | Hartplatz     | Maks Mirny            | Wayne Black Kevin Ullyett           | 6:1, 6:2                  |
| 39. | 16. Mai 2005      | Hamburg (2)         | Sand          | Maks Mirny            | Michaël Llodra Fabrice Santoro      | 4:6, 7:62, 7:63           |
| 40. | 6. Juni 2005      | French Open (1)     | Sand          | Maks Mirny            | Bob Bryan Mike Bryan                | 2:6, 6:1, 6:4             |
| 41. | 11. Juli 2005     | Båstad (5)          | Sand          | Joachim Johansson     | José Acasuso Sebastián Prieto       | 6:2, 6:3                  |
| 42. | 22. August 2005   | Cincinnati (2)      | Hartplatz     | Maks Mirny            | Wayne Black Kevin Ullyett           | 7:63, 6:2                 |
| 43. | 9. Januar 2006    | Doha                | Hartplatz     | Maks Mirny            | Christophe Rochus Olivier Rochus    | 2:6, 6:3, [10:8]          |
| 44. | 20. Februar 2006  | San José            | Hartplatz (i) | John McEnroe          | Paul Goldstein Jim Thomas           | 7:62, 4:6, [10:7]         |
| 45. | 3. April 2006     | Miami (2)           | Hartplatz     | Maks Mirny            | Bob Bryan Mike Bryan                | 6:4, 6:4                  |
| 46. | 24. April 2006    | Monte Carlo (3)     | Sand          | Maks Mirny            | Fabrice Santoro Nenad Zimonjić      | 6:2, 7:62                 |
| 47. | 12. Juni 2006     | French Open (2)     | Sand          | Maks Mirny            | Bob Bryan Mike Bryan                | 6:75, 6:4, 7:5            |
| 48. | 17. Juli 2006     | Båstad (6)          | Sand          | Thomas Johansson      | Christopher Kas Oliver Marach       | 6:3, 4:6, [10:4]          |
| 49. | 21. August 2006   | Cincinnati (3)      | Hartplatz     | Maks Mirny            | Bob Bryan Mike Bryan                | 3:6, 6:3, [10:7]          |
| 50. | 20. November 2006 | Shanghai (2)        | Hartplatz (i) | Maks Mirny            | Mark Knowles Daniel Nestor          | 6:2, 6:4                  |
| 51. | 14. Oktober 2007  | Stockholm (2)       | Hartplatz (i) | Maks Mirny            | Arnaud Clément Michaël Llodra       | 6:4, 6:4                  |
| 52. | 13. Juli 2008     | Båstad (7)          | Sand          | Robin Söderling       | Johan Brunström Jean-Julien Rojer   | 6:2, 6:2                  |
| 53. | 12. Oktober 2008  | Stockholm (3)       | Hartplatz (i) | Kevin Ullyett         | Johan Brunström Michael Ryderstedt  | 6:1, 6:3                  |
| 54. | 2. November 2008  | Paris (2)           | Hartplatz (i) | Kevin Ullyett         | Jeff Coetzee Wesley Moodie          | 6:2, 6:2                  |

##### Challenger Tour
| Nr. | Datum            | Turnier     | Belag     | Partner        | Finalgegner                            | Ergebnis      |
| --- | ---------------- | ----------- | --------- | -------------- | -------------------------------------- | ------------- |
| 1.  | 19. Juli 1992    | Tampere     | Hartplatz | Johan Donar    | Jan Gunnarsson Michael Mortensen       | 6:4, 6:4      |
| 2.  | 31. Januar 1993  | Heilbronn   | Teppich   | Jan Apell      | Brian Devening Peter Nyborg            | 6:2, 7:6      |
| 3.  | 21. Februar 1993 | Rennes      | Teppich   | Jan Apell      | João Cunha e Silva Marc-Kevin Goellner | 7:6, 6:3      |
| 4.  | 25. April 1993   | Nagoya      | Hartplatz | Donald Johnson | Patrick Rafter Fernon Wibier           | 7:5, 5:7, 6:2 |
| 5.  | 18. Juli 1993    | Newcastle   | Hartplatz | Peter Nyborg   | Juan Ignacio Carrasco Javier Sánchez   | 6:4, 6:4      |
| 6.  | 7. November 1993 | Aachen      | Hartplatz | Jan Apell      | Mike Briggs Trevor Kronemann           | 7:5, 7:6      |
| 7.  | 17. Februar 2008 | East London | Hartplatz | Kevin Ullyett  | Thomas Johansson Stefan Koubek         | 6:2, 6:2      |

#### Finalteilnahmen
| Nr. | Datum              | Turnier                 | Belag         | Partner              | Finalgegner                            | Ergebnis              |
| --- | ------------------ | ----------------------- | ------------- | -------------------- | -------------------------------------- | --------------------- |
| 1.  | 16. August 1992    | Prag                    | Sand          | Jon Ireland          | Karel Nováček Branislav Stankovič      | 5:7, 1:6              |
| 2.  | 3. Oktober 1993    | Kuala Lumpur            | Hartplatz     | Lars-Anders Wahlgren | Jacco Eltingh Paul Haarhuis            | 5:7, 3:6              |
| 3.  | 14. November 1993  | Moskau (1)              | Teppich (i)   | Jan Apell            | Jacco Eltingh Paul Haarhuis            | 1:6, aufgg.           |
| 4.  | 17. April 1994     | Hongkong                | Hartplatz     | Patrick Rafter       | Jim Grabb Brett Steven                 | kampflos              |
| 5.  | 5. Juni 1994       | French Open             | Sand          | Jan Apell            | Byron Black Jonathan Stark             | 4:6, 6:7              |
| 6.  | 24. Juli 1994      | Washington              | Hartplatz     | Jakob Hlasek         | Grant Connell Patrick Galbraith        | 4:6, 6:4, 3:6         |
| 7.  | 16. Oktober 1994   | Tel Aviv                | Hartplatz     | Jan Apell            | Lan Bale John-Laffnie de Jager         | 7:6, 2:6, 6:7         |
| 8.  | 30. Oktober 1994   | Stockholm (1)           | Teppich (i)   | Jan Apell            | Todd Woodbridge Mark Woodforde         | 3:6, 4:6              |
| 9.  | 21. Mai 1995       | Rom                     | Sand          | Jan Apell            | Cyril Suk Daniel Vacek                 | 3:6, 4:6              |
| 10. | 18. Juni 1995      | Queen’s Club (1)        | Rasen         | Jan Apell            | Todd Martin Pete Sampras               | 6:7, 4:6              |
| 11. | 7. Januar 1996     | Adelaide                | Hartplatz     | Tommy Ho             | Todd Woodbridge Mark Woodforde         | 5:7, 6:7              |
| 12. | 14. Januar 1996    | Auckland                | Hartplatz     | Brett Steven         | Marcos Ondruska Jack Waite             | kampflos              |
| 13. | 28. April 1996     | Monte Carlo             | Sand          | Nicklas Kulti        | Ellis Ferreira Jan Siemerink           | 6:2, 3:6, 2:6         |
| 14. | 4. August 1996     | Los Angeles             | Hartplatz     | Nicklas Kulti        | Marius Barnard Piet Norval             | 5:7, 2:6              |
| 15. | 18. August 1996    | New Haven               | Hartplatz     | Nicklas Kulti        | Byron Black Grant Connell              | 4:6, 4:6              |
| 16. | 9. März 1997       | Scottsdale              | Hartplatz     | Rick Leach           | Luis Lobo Javier Sánchez               | 3:6, 3:6              |
| 17. | 17. August 1997    | Indianapolis (1)        | Hartplatz     | Nicklas Kulti        | Michael Tebbutt Mikael Tillström       | 3:6, 2:6              |
| 18. | 7. September 1997  | US Open (1)             | Hartplatz     | Nicklas Kulti        | Jewgeni Kafelnikow Daniel Vacek        | 6:7, 3:6              |
| 19. | 5. März 2000       | Kopenhagen              | Hartplatz (i) | Sébastien Lareau     | Martin Damm David Prinosil             | 1:6, 7:5, 5:7         |
| 20. | 17. August 2000    | Indianapolis (2)        | Hartplatz     | Maks Mirny           | Lleyton Hewitt Sandon Stolle           | 2:6, 6:3, 3:6         |
| 21. | 14. Januar 2001    | Sydney                  | Hartplatz     | Todd Woodbridge      | Daniel Nestor Sandon Stolle            | 6:2, 6:74, 6:75       |
| 22. | 18. März 2001      | Indian Wells            | Hartplatz     | Todd Woodbridge      | Wayne Ferreira Jewgeni Kafelnikow      | 2:6, 5:7              |
| 23. | 1. April 2001      | Miami (1)               | Hartplatz     | Todd Woodbridge      | Jiří Novák David Rikl                  | 5:7, 6:73             |
| 24. | 28. Oktober 2001   | Stockholm (2)           | Hartplatz (i) | Todd Woodbridge      | Donald Johnson Jared Palmer            | 3:6, 6:4, 3:6         |
| 25. | 19. Mai 2002       | Hamburg                 | Sand          | Todd Woodbridge      | Mahesh Bhupathi Jan-Michael Gambill    | 2:6, 4:6              |
| 26. | 16. Juni 2002      | Halle                   | Sand          | Todd Woodbridge      | David Prinosil David Rikl              | 6:4, 6:75, 5:7        |
| 27. | 10. August 2003    | Montreal (1)            | Hartplatz     | Todd Woodbridge      | Mahesh Bhupathi Maks Mirny             | 3:6, 6:74             |
| 28. | 7. März 2004       | Dubai (1)               | Hartplatz     | Leander Paes         | Mahesh Bhupathi Fabrice Santoro        | 2:6, 6:4, 4:6         |
| 29. | 4. April 2004      | Miami (2)               | Hartplatz     | Todd Woodbridge      | Wayne Black Kevin Ullyett              | 2:6, 6:712            |
| 30. | 1. August 2004     | Montreal (2)            | Hartplatz     | Maks Mirny           | Mahesh Bhupathi Leander Paes           | 4:6, 2:6              |
| 31. | 8. August 2004     | Cincinnati              | Hartplatz     | Todd Woodbridge      | Mark Knowles Daniel Nestor             | 2:6, 6:3, 3:6         |
| 32. | 10. Oktober 2004   | Lyon                    | Teppich (i)   | Radek Štěpánek       | Jonathan Erlich Andy Ram               | 6:72, 2:6             |
| 33. | 17. Oktober 2004   | Moskau (2)              | Teppich (i)   | Mahesh Bhupathi      | Igor Andrejew Nikolai Dawydenko        | 6:3, 3:6, 4:6         |
| 34. | 9. Januar 2005     | Chennai                 | Hartplatz     | Mahesh Bhupathi      | Lu Yen-hsun Rainer Schüttler           | 5:7, 6:4, 6:74        |
| 35. | 27. Februar 2005   | Dubai (2)               | Hartplatz     | Fabrice Santoro      | Martin Damm Radek Štěpánek             | 2:6, 4:6              |
| 36. | 18. Juni 2005      | Queen’s Club (2)        | Rasen         | Maks Mirny           | Bob Bryan Mike Bryan                   | 6:79, 6:74            |
| 37. | 11. September 2005 | US Open (2)             | Hartplatz     | Maks Mirny           | Bob Bryan Mike Bryan                   | 1:6, 4:6              |
| 38. | 30. Oktober 2005   | St. Petersburg          | Teppich (i)   | Maks Mirny           | Julian Knowle Jürgen Melzer            | 6:4, 5:7, 5:7         |
| 39. | 18. Juni 2006      | Queen’s Club (3)        | Rasen         | Maks Mirny           | Paul Hanley Kevin Ullyett              | 4:6, 6:3, [8:10]      |
| 40. | 10. September 2006 | US Open (3)             | Hartplatz     | Maks Mirny           | Martin Damm Leander Paes               | 7:65, 4:6, 3:6        |
| 41. | 28. Januar 2007    | Australian Open         | Rasen         | Maks Mirny           | Bob Bryan Mike Bryan                   | 5:7, 5:7              |
| 42. | 6. Juli 2008       | Wimbledon Championships | Rasen         | Kevin Ullyett        | Daniel Nestor Nenad Zimonjić           | 6:712, 7:63, 3:6, 3:6 |
| 43. | 20. Oktober 2013   | Stockholm (3)           | Hartplatz (i) | Robert Lindstedt     | Aisam-ul-Haq Qureshi Jean-Julien Rojer | 2:6, 2:6              |

## Abschneiden bei bedeutenden Turnieren

### Einzel
Die Tabelle listet die Ergebnisse der Grand-Slam-Turniere, der ATP Finals, der Olympischen Spiele, des Davis Cups und der Masters-Turniere auf.
| Turnier           | 2008 | 2007 | 2006 | 2005 | 2004 | 2003 | 2002 | 2001 | 2000 | 1999 | 1998 | 1997 | 1996 | 1995 | 1994 | 1993 | 1992 | Karriere |
| ----------------- | ---- | ---- | ---- | ---- | ---- | ---- | ---- | ---- | ---- | ---- | ---- | ---- | ---- | ---- | ---- | ---- | ---- | -------- |
| Australian Open   | —    | 2    | 1    | 1    | 1    | —    | VF   | 1    | 3    | 1    | VF   | AF   | AF   | 3    | 2    | —    | —    | 2 × VF   |
| French Open       | 1    | AF   | 1    | 1    | 2    | 2    | 1    | 1    | 1    | 1    | 1    | 2    | AF   | 1    | 3    | —    | —    | 2 × AF   |
| Wimbledon         | 1    | AF   | HF   | 3    | 3    | VF   | 1    | 3    | AF   | 2    | 3    | 1    | 1    | 2    | AF   | Q1   | —    | 1 × HF   |
| US Open           | —    | 2    | 2    | 2    | 1    | AF   | 1    | 2    | 2    | 3    | VF   | HF   | 3    | 3    | VF   | 2    | —    | 1 × HF   |
| ATP Finals        | —    | —    | —    | —    | —    | —    | —    | —    | —    | —    | —    | HF   | —    | —    | —    | —    | —    | 1 × HF   |
| Indian Wells      | 2    | 2    | 2    | 3    | 3    | —    | 1    | 2    | 1    | 1    | 2    | HF   | 2    | 2    | —    | —    | —    | 1 × HF   |
| Miami             | 1    | 1    | 1    | 2    | 3    | 2    | 2    | AF   | 1    | 3    | 3    | VF   | 3    | HF   | 3    | —    | —    | 1 × HF   |
| Monte Carlo       | Q1   | 1    | —    | —    | 2    | 1    | 1    | 2    | 1    | 1    | 2    | 1    | 1    | 2    | —    | —    | —    | 4 × 2R   |
| Madrid            | —    | —    | 1    | —    | 1    | 2    | —    |      |      |      |      |      |      |      |      |      |      | 1 × 2R   |
| Rom               | Q2   | 1    | —    | —    | 1    | —    | 1    | 1    | —    | 1    | 1    | —    | —    | VF   | —    | —    | —    | 1 × VF   |
| Hamburg           | —    | 1    | —    | —    | 1    | —    | 1    | 1    | —    | —    | —    | —    | —    | —    | —    | —    | —    | 4 × 1R   |
| Kanada            | 2    | 1    | 1    | 2    | 1    | —    | —    | 1    | 1    | 1    | VF   | AF   | 1    | —    | 1    | —    | —    | 1 × VF   |
| Cincinnati        | 1    | 1    | 1    | —    | AF   | —    | 1    | 1    | AF   | 2    | 2    | 1    | 2    | 2    | —    | —    | —    | 2 × AF   |
| Stockholm         |      |      |      |      |      |      |      |      |      |      |      |      |      |      | 1    | —    | 1    | 2 × 1R   |
| Essen             |      |      |      |      |      |      |      |      |      |      |      |      |      | 1    |      |      |      | 1 × 1R   |
| Stuttgart         |      |      |      |      |      |      |      | —    | —    | —    | HF   | HF   | —    |      |      |      |      | 2 × HF   |
| Paris             | —    | —    | 1    | —    | 1    | VF   | —    | —    | —    | —    | 2    | F    | —    | 1    | —    | —    | —    | 1 × F    |
| Olympische Spiele | 1    |      |      |      | 1    |      |      |      | —    |      |      |      | 1    |      |      |      | —    | 3 × 1R   |
| Davis Cup         | VF   | HF   | 1    | 1    | VF   | VF   | VF   | HF   | —    | —    | S    | S    | F    | HF   | —    | —    | —    | 2 × S    |

Zeichenerklärung: S = Turniersieg; F, HF, VF, AF = Einzug ins Finale, Halb-, Viertel-, Achtelfinale; 1, 2, 3 = Ausscheiden in der 1., 2., 3. Haupt- / Finalrunde; Q1, Q2, Q3 = Ausscheiden in der 1., 2. 3. Qualifikationsrunde; RR = Round Robin (Gruppenphase); nicht ausgetragen oder andere Kategorie; PO (Playoff), P2 = Auf-/Abstiegsrunde zur Weltgruppe I/II im Davis Cup; W2 = Teilnahme in der Weltgruppe II

### Doppel
Die Tabelle listet die Ergebnisse der Grand-Slam-Turniere, der ATP Finals, der Olympischen Spiele, des Davis Cups und der Masters-Turniere auf.
| Turnier           | 2008 | 2007 | 2006 | 2005 | 2004 | 2003 | 2002 | 2001 | 2000 | 1999 | 1998 | 1997 | 1996 | 1995 | 1994 | 1993 | Karriere |
| ----------------- | ---- | ---- | ---- | ---- | ---- | ---- | ---- | ---- | ---- | ---- | ---- | ---- | ---- | ---- | ---- | ---- | -------- |
| Australian Open   | —    | F    | VF   | HF   | HF   | —    | 2    | S    | 2    | S    | S    | AF   | AF   | 1    | HF   | —    | 3 × S    |
| French Open       | VF   | VF   | S    | S    | AF   | 2    | VF   | VF   | 2    | AF   | HF   | 2    | VF   | 2    | F    | 1    | 2 × S    |
| Wimbledon         | F    | 1    | VF   | HF   | S    | S    | S    | AF   | AF   | VF   | HF   | VF   | VF   | AF   | AF   | 1    | 3 × S    |
| US Open           | 2    | AF   | F    | F    | AF   | S    | HF   | AF   | 1    | HF   | VF   | F    | 1    | 1    | 1    | VF   | 1 × S    |
| ATP Finals        | —    | —    | S    | RR   | HF   | RR   | —    | —    | —    | —    | —    | —    | RR   | —    | S    | —    | 2 × S    |
| Indian Wells      | VF   | HF   | HF   | HF   | 1    | HF   | HF   | F    | 1    | AF   | S    | VF   | AF   | VF   | —    | —    | 1 × S    |
| Miami             | AF   | VF   | S    | S    | F    | VF   | 2    | F    | VF   | —    | AF   | AF   | AF   | 2    | VF   | —    | 2 × S    |
| Monte Carlo       | HF   | VF   | S    | AF   | VF   | AF   | S    | S    | 1    | VF   | 1    | HF   | F    | AF   | —    | —    | 3 × S    |
| Madrid            | HF   | HF   | HF   | —    | AF   | VF   | HF   |      |      |      |      |      |      |      |      |      | 4 × HF   |
| Rom               | HF   | AF   | HF   | HF   | HF   | —    | —    | 1    | VF   | VF   | VF   | —    | —    | F    | —    | —    | 1 × F    |
| Hamburg           | AF   | VF   | VF   | S    | HF   | VF   | F    | S    | —    | —    | —    | —    | —    | —    | —    | —    | 2 × S    |
| Kanada            | VF   | VF   | VF   | HF   | F    | F    | —    | AF   | HF   | S    | HF   | AF   | HF   | —    | —    | —    | 1 × S    |
| Cincinnati        | AF   | AF   | S    | S    | F    | VF   | 1    | HF   | VF   | S    | AF   | VF   | VF   | AF   | —    | —    | 3 × S    |
| Stockholm         |      |      |      |      |      |      |      |      |      |      |      |      |      |      | F    | —    | 1 × F    |
| Essen             |      |      |      |      |      |      |      |      |      |      |      |      |      | AF   |      |      | 1 × AF   |
| Stuttgart         |      |      |      |      |      |      |      | —    | HF   | S    | AF   | AF   | —    |      |      |      | 1 × S    |
| Paris             | S    | VF   | HF   | AF   | S    | HF   | HF   | —    | AF   | AF   | AF   | AF   | —    | AF   | —    | —    | 2 × S    |
| Olympische Spiele | 1    |      |      |      | 1    |      |      |      | —    |      |      |      | 1    |      |      |      | 3 × 1R   |
| Davis Cup         | VF   | HF   | 1    | 1    | VF   | VF   | VF   | HF   | —    | 1    | S    | S    | F    | HF   | S    | —    | 3 × S    |

Zeichenerklärung: S = Turniersieg; F, HF, VF, AF = Einzug ins Finale, Halb-, Viertel-, Achtelfinale; 1, 2, 3 = Ausscheiden in der 1., 2., 3. Haupt- / Finalrunde; Q1, Q2, Q3 = Ausscheiden in der 1., 2. 3. Qualifikationsrunde; RR = Round Robin (Gruppenphase); nicht ausgetragen oder andere Kategorie; PO (Playoff), P2 = Auf-/Abstiegsrunde zur Weltgruppe I/II im Davis Cup; W2 = Teilnahme in der Weltgruppe II

### Mixed
| Turnier         | 1999 | 2000 | 2001 | 2002 | 2003 | 2004 | 2005 | 2006 | 2007 | 2008 | Karriere |
| --------------- | ---- | ---- | ---- | ---- | ---- | ---- | ---- | ---- | ---- | ---- | -------- |
| Australian Open | —    | HF   | —    | —    | —    | AF   | —    | AF   | HF   | —    | HF       |
| French Open     | —    | —    | —    | —    | VF   | —    | HF   | 1    | —    | 1    | HF       |
| Wimbledon       | F    | 1    | —    | VF   | —    | VF   | HF   | AF   | F    | AF   | F        |
| US Open         | —    | —    | —    | —    | 1    | VF   | AF   | 1    | —    | HF   | HF       |